# Saldubella scutellaris
Saldubella scutellaris är en tvåvingeart som beskrevs av James 1977. Saldubella scutellaris ingår i släktet Saldubella och familjen vapenflugor. Inga underarter finns listade i Catalogue of Life.